# فاضل كربون
فاضل كربون (بالنرويجية البوكمول: Fadel Karbon)‏ هو لاعب كرة قدم نرويجي في مركز الوسط، ولد في 10 ديسمبر 1992 في تونسبرغ في النرويج. لعب مع نادي لين.

## وصلات خارجية
- فاضل كربون على موقع رابطة كرة القدم اليابانية للمحترفين (اليابانية)
- فاضل كربون على موقع قاعدة بيانات كرة القدم.إي يو (الإنجليزية)
- فاضل كربون على موقع Soccerway.com (الإنجليزية)